# Tmesisternus herbaceus
Tmesisternus herbaceus là một loài bọ cánh cứng trong họ Cerambycidae.